# Bridgeport (Oklahoma)
Pour les articles homonymes, voir Bridgeport.
Bridgeport est une ville du comté de Caddo dans l'Oklahoma, aux États-Unis.